# Magny-Châtelard
Magny-Châtelard är en kommun i departementet Doubs i regionen Bourgogne-Franche-Comté i östra Frankrike. Kommunen ligger i kantonen Vercel-Villedieu-le-Camp som tillhör arrondissementet Pontarlier. År 2022 hade Magny-Châtelard 64 invånare.

## Befolkningsutveckling
Antalet invånare i kommunen Magny-Châtelard
Referens:INSEE